# Бернавиль (кантон)

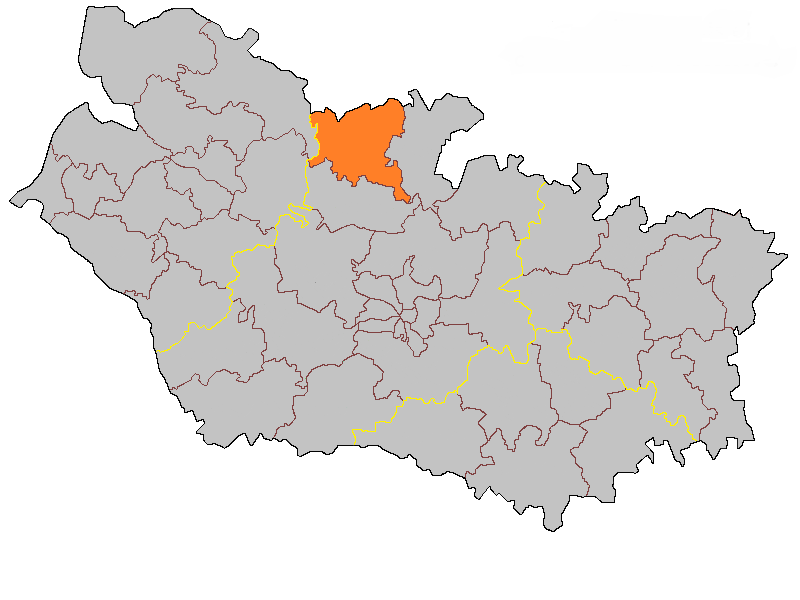
Кантон Бернавиль на карте департамента Сомма

Бернавиль (фр. Bernaville) — упраздненный кантон во Франции, регион Пикардия, департамент Сомма. Входил в состав округа Амьен.
В состав кантона входили коммуны (население по данным Национального института статистики Архивная копия от 10 сентября 2012 на Wayback Machine за 2009 г.):
- Ажанвиль (118 чел.)
- Барли (162 чел.)
- Беалькур (105 чел.)
- Бернавиль (1 082 чел.)
- Бернатр (37 чел.)
- Бомец (211 чел.)
- Буаберг (83 чел.)
- Горж (43 чел.)
- Домемон (41 чел.)
- Канда (1 033 чел.)
- Ле-Мейяр (161 чел.)
- Мезероль (200 чел.)
- Мезикур (183 чел.)
- Монтиньи-ле-Жонглёр (80 чел.)
- Оккош (131 чел.)
- Отё (105 чел.)
- Прувиль (309 чел.)
- Ремениль (39 чел.)
- Сент-Ашёль (28 чел.)
- Утребуа (293 чел.)
- Фроан-сюр-Оти (218 чел.)
- Фьянвилле (600 чел.)
- Эзекур (150 чел.)
- Эпекам (7 чел.)

## Экономика
Структура занятости населения:
- сельское хозяйство — 24,4 %
- промышленность — 25,1 %
- строительство — 8,0 %
- торговля, транспорт и сфера услуг — 17,1 %
- государственные и муниципальные службы — 25,5 %

## Политика
На президентских выборах 2012 г. жители кантона отдали в 1-м туре Марин Ле Пен 27,1 % голосов против 26,8 % у Франсуа Олланда и 26,6 % у Николя Саркози, во 2-м туре в кантоне победил Олланд, получивший 50,6 % голосов (2007 г. 1 тур: Саркози — 29,4 %, Сеголен Руаяль — 23,3 %; 2 тур: Саркози — 53,5 %). На выборах в Национальное собрание в 2012 г. по 4-му избирательному округу департамента Сомма они в 1-м туре отдали большинство голосов — 36,1 % — кандидату Социалистической партии Катрин Киньон, но во 2-м туре в кантоне, как и в целом по округу, победил действующий депутат, кандидат партии Союз за народное движение Ален Жест, набравший 50,5 % голосов. На региональных выборах 2010 года в 1-м туре победил список социалистов, собравший 28,9 % голосов против 27,4 % у списка «правых». Во 2-м туре «левый список» с участием социалистов и «зелёных» во главе с Президентом регионального совета Пикардии Клодом Жеверком получил 45,2 % голосов, «правый» список во главе с мэром Бове Каролин Кайё занял второе место с 36,0 %, а Национальный фронт с 18,7 % финишировал третьим.
|  | Кандидат          | Партия                         | % голосов |
|  | ----------------- | ------------------------------ | --------- |
|  | Лоран Сомон       | Правые партии                  | 54,72     |
|  | Анн Ван Дик       | Социалистическая партия        | 30,11     |
|  | Жан-Люк Дерамекур | Союз за французскую демократию | 9,23      |
|  | Жан-Франсуа Кола  | Национальный фронт             | 5,93      |